# Ḩeşār Jūq
Ḩeşār Jūq (persiska: حصار جوق) är en ort i Iran.   Den ligger i provinsen Khorasan, i den nordöstra delen av landet, 700 km öster om huvudstaden Teheran. Ḩeşār Jūq ligger 1 206 meter över havet och antalet invånare är 419.
Terrängen runt Ḩeşār Jūq är platt åt sydväst, men åt nordost är den kuperad.Runt Ḩeşār Jūq är det ganska tätbefolkat, med 56 invånare per kvadratkilometer. Närmaste större samhälle är Nīshābūr, 5,9 km sydost om Ḩeşār Jūq. Trakten runt Ḩeşār Jūq består i huvudsak av gräsmarker.